# アンホルト島

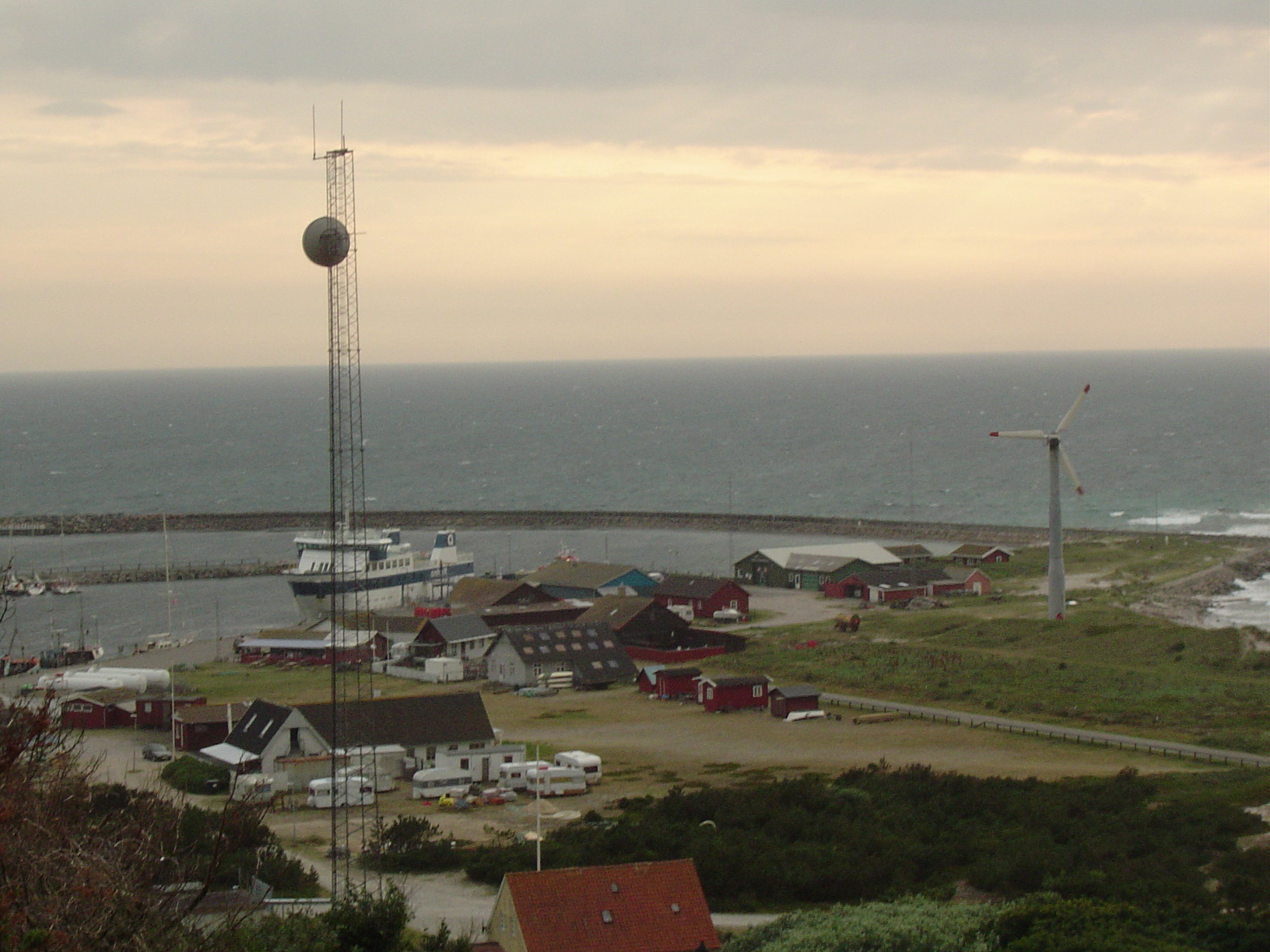
アンホルト港

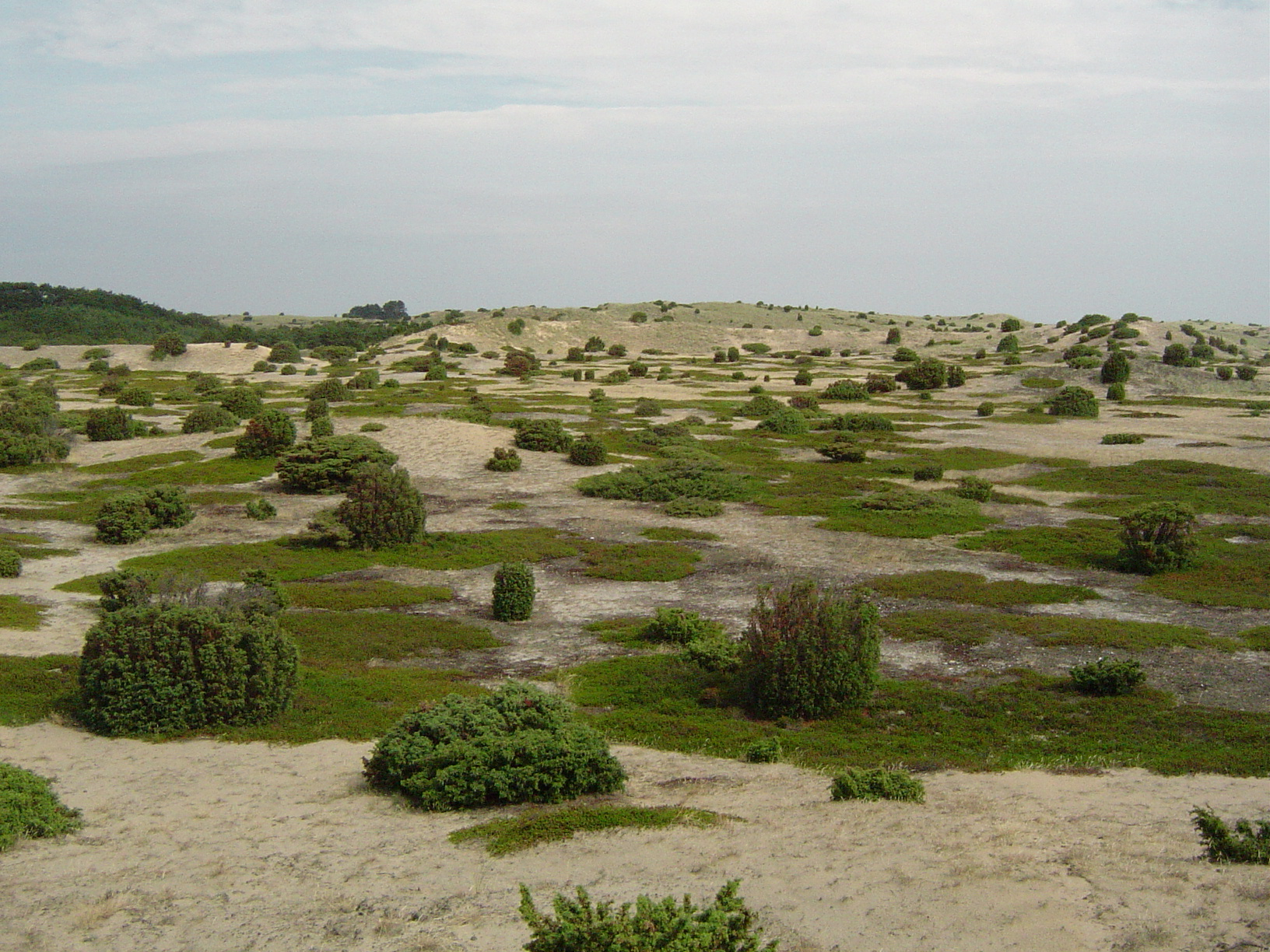
アンホルト砂漠

アンホルト島（Anholt）は、カテガット海峡上に浮かぶデンマーク領の島。面積は21.75平方キロメートルで、定住人口は160人である。島へはグレノーからのフェリーが往復している。中央ユラン地域に属する。

## 歴史
アンホルト島は、16世紀半ばまでスウェーデン・ハッランド地方（当時はデンマーク領）のモルプ教会区に属していた。この時代に島の教会が建てられた。1645年にデンマークがスウェーデンにハッランド地方を譲渡したのちも、デンマーク領として残った。確証のない話では、島がデンマーク領になったのは、和平交渉の間、地図上の島の位置にビールの入ったグラスが置かれたためだという。さらに自然な弁明として、島は両国のどちらからも遠く、スウェーデン軍から占領されたことがなく、またスウェーデンにとって重要性のない小島だったからだという。 
1808年から1814年まで、アンホルト島は灯台機能を修繕しようとしたイギリス軍によって占領されていた。ナポレオン戦争中には、デンマークは軍事力で島を取り戻そうとした。1811年3月27日のアンホルトの戦いでイギリス軍の勝利が確定し、デンマーク側には多くの戦死者が出た。戦いの記念碑がアンホルト村中央部に建つ。

## 地勢
アンホルト島西部は氷堆石地である。小さな村がその中央にあり、1902年につくられた港は島北西部にある。島東部は、北欧最大の砂地として知られる。百年以上にわたり、島の東端を照らす重要な灯台のための燃料として木々を伐採した結果である。現在、ユニークな景観を保存と、圧倒的な浸食を食い止めようとすることに多大な努力がされている。厳密に言えば、砂地は本当の砂漠ではなく、本来あるべき姿でない、病理状態である。
島の東部にはデンマーク最大のハイイロアザラシ、ゼニガタアザラシなどのアザラシの繁殖地があり、観光客の出入りを禁止している。1977年に北側の水域はラムサール条約登録地となった。